# Roman courtois
Pour les articles homonymes, voir Courtois.

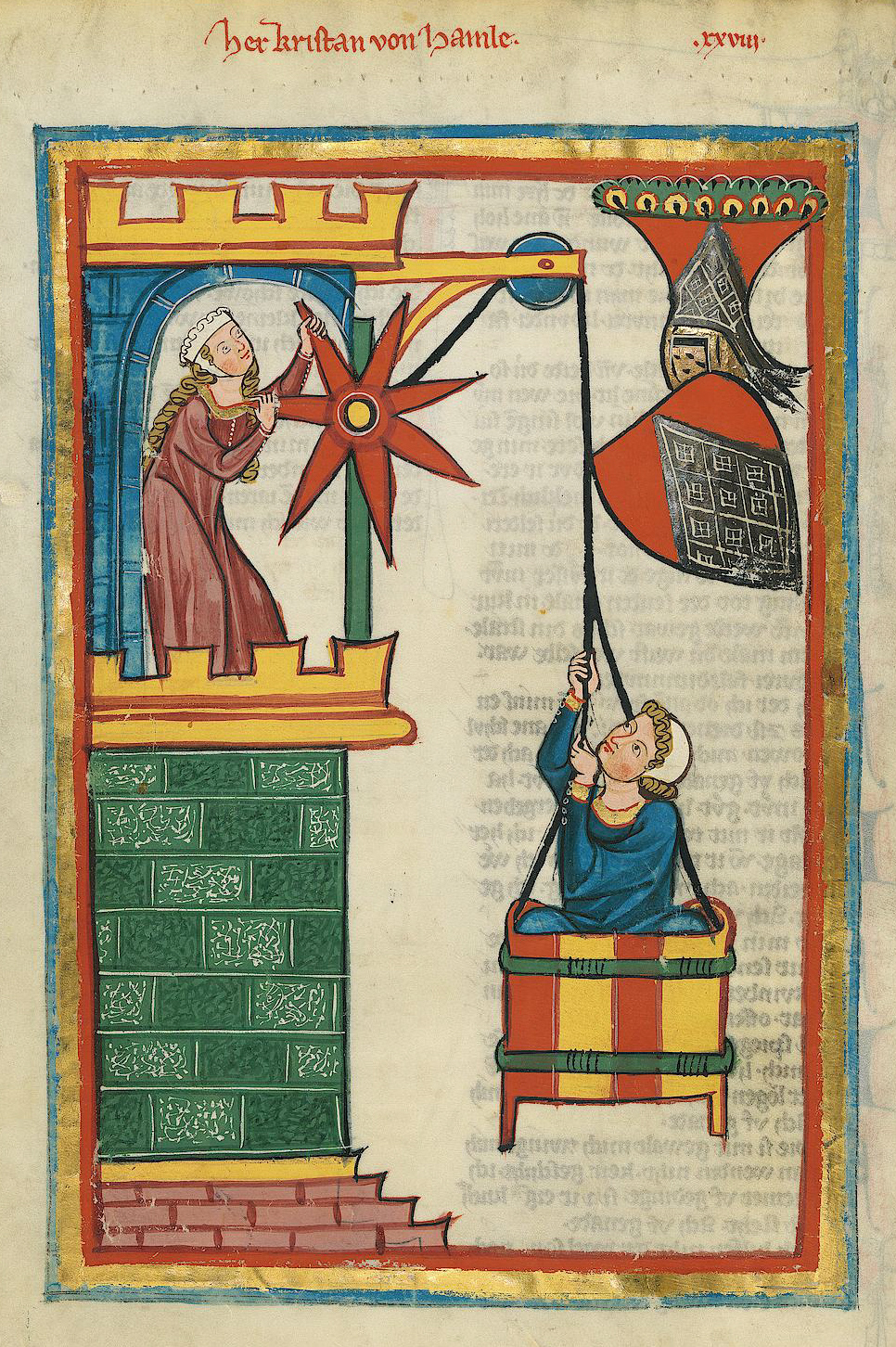
Les amants médiévaux, enluminure tirée du codex Manesse

Un roman courtois est un long récit écrit au Moyen Âge (XIe et XIIe siècles) en vers octosyllabiques ou en prose. Il met en scène des chevaliers qui combattent pour leurs dames, dans le cadre de l'amour courtois.
Contrairement aux chansons de geste qui s'inspiraient de la matière de France, le roman courtois prend pour inspiration la matière de Rome ou la matière de Bretagne.

## Le roman courtois
Le roman est un récit, en langue romane (d'où le nom de genre), écrit d'abord en vers octosyllabiques, puis en prose, où dominent les aventures fabuleuses et galantes. Dès la fin du XIe siècle, des copistes remanient au goût du jour, sans souci d'anachronisme, des légendes antiques ou bretonnes, comme Le Roman d’Alexandre, Le Roman de Troie ou les récits sur les exploits du roi Arthur et des Chevaliers de la Table Ronde. Ces œuvres remaniées représentent, en quelque sorte, la transition entre la chanson de geste et le roman courtois.
Dans le roman courtois, les exploits chevaleresques ont pour but de plaire à la Dame du cœur et de faire valoir les qualités individuelles du héros. L'adjectif « courtois », formé sur le mot cour, renvoie au contexte aristocratique du récit. Le parfait héros courtois est partagé entre l'aventure et l'amour. Le merveilleux chrétien et le surnaturel occupent une grande place dans le récit et en sont les éléments permanents. La nature et certains personnages sont décrits en détail. La vie matérielle y est présente aussi : la description des châteaux, des tenues, des tournois, des cérémonies, représente une nouveauté par rapport au récit épique.
Au cours de la deuxième moitié du XIIe siècle, les auteurs les plus renommés sont : Béroul (Tristan), Thomas d'Angleterre (Tristan), Chrétien de Troyes (Érec et Énide, Cligès, Lancelot, Le chevalier au Lion, Perceval). Marie de France (l'auteur des Lais) est également une figure importante.
Le Roman de la Rose occupe une place particulière dans la littérature courtoise. C'est une œuvre de visée didactique, composée de deux parties, écrites à une quarantaine d'années d'intervalle au XIIIe siècle par deux auteurs différents, Guillaume de Lorris et Jean de Meung. Ce roman va à la recherche de l'Amour et de la Vérité. C'est un songe, ordonné autour du symbole de la Rose, emblème de la féminité ,qu'il faut conquérir. À la suite du succès du roman, l'allégorie devient l'un des principaux moyens de s'exprimer en littérature à travers des songes et des récits d'aventures.
Les romans de Chrétien de Troyes sont aussi très connus à l'époque. Surtout Yvain ou le chevalier au lion ou encore Lancelot ou le Chevalier de la charrette mais aussi Perceval ou le conte du Graal.  
Avec la littérature courtoise, on passe progressivement de la littérature transmise de bouche à oreille et anonyme à la littérature écrite et signée d'auteur.

## Exemples de romans courtois
Matière de Rome :
- Le Roman de Thèbes (vers 1150).
- Le Roman d'Énéas (vers 1160).
- Le Roman de Troie (vers 1160).

Matière de Bretagne : 
- Tristan et Iseut (1170-1190).
- Les romans de Chrétien de Troyes (1135-1181)
- Le Chevalier au papegau (XVe siècle)